# アンスバッハ侯領

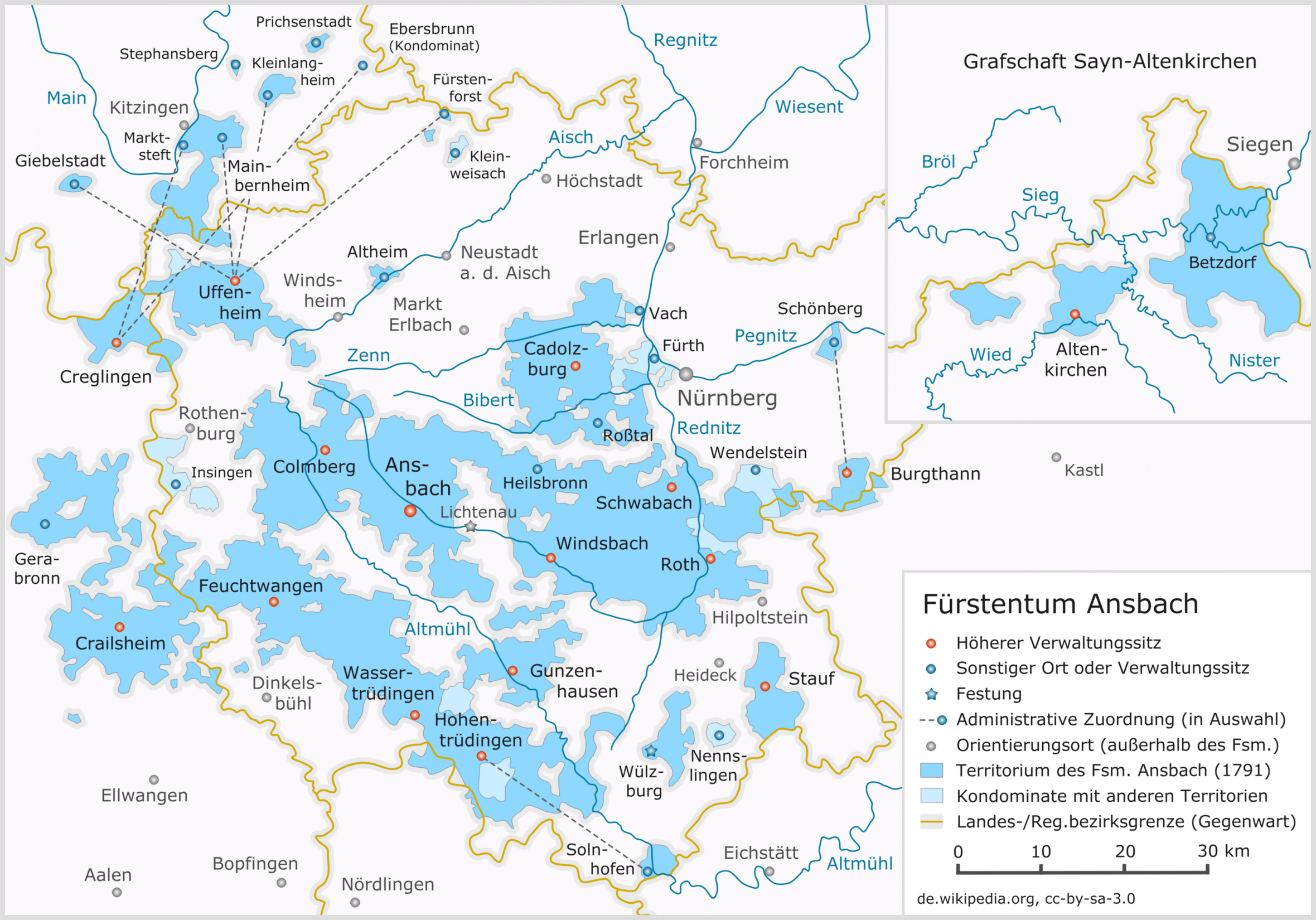
1791年時点でのアンスバッハ侯領地図

アンスバッハ侯領（アンスバッハこうりょう、Fürstentum Ansbach）、すなわちブランデンブルク＝アンスバッハ辺境伯領は、フランケン帝国クライスに属した帝国直轄地で、ホーエンツォレルン家の傍流が治めた。本家筋にあたるベルリンのブランデンブルク選帝侯家（1701年以降はプロイセン王家）と緊密な関係にありながらも、1792年まで独立した領邦を保った。この侯領の統治者の政治的な活動範囲は、もっぱらフランケン帝国クライス内とその周辺地域に留まった。

## 歴史

### 成立と経緯
アンスバッハ侯領は、ニュルンベルク城伯領の"untergebirgisch"（山の麓）部分にあたる。"obergebirgisch"（山の上）部分と併せてホーエンツォレルン家のフランケン地方における本拠地である城伯領を形成する。1415年（1417年とも）にニュルンベルク城伯フリードリヒ6世は、それまで歴代有していた所領に加えて、世襲の辺境伯領を手に入れた。これよりホーエンツォレルン家は獲得した辺境伯の称号を用いることとなった。1427年に城伯の政庁であった城の帝国自由都市ニュルンベルクへの売却が完了し、国法上「ニュルンベルク城伯」は消滅した。フランケンの領土は、これより辺境伯領として定着し、これが後に2つの辺境伯領として（当初は一時的なものであったのだが）分割されることとなる。
2つの独立した領邦への最終的な分割は1486年のアルブレヒト・アヒレスの死後に行われた。フランケンの支配地域を2人の若い息子で分割することを取り決めた1473年公布の"Dispositio Achillea"に従ったものであった。分割地域への割り当ては、くじ引きにより決定した。フリードリヒは、後のアンスバッハ侯領となる"untergebirgisch"地方が割り当てられた。弟のジークムントが獲得したもう1つの地域は後にクルムバッハ侯領となった。
アンスバッハ侯領は、クルムバッハ侯領（1604年以降はバイロイト侯領）とたびたび同君連合の形で統治された（1495年 - 1515年、1557年 - 1603年、1769年 - 1791年）が、神聖ローマ帝国の終焉まで国法上は独立した領邦であった。1791年にバイロイト侯領と共にプロイセン王国に編入されると、アンスバッハ＝バイロイトとしてカール・アウグスト・フォン・ハルデンベルクに包括管理されることとなった。フランス革命戦争でのプロイセンの敗北後はフランスに割譲され、とりあえずは軍政管理下に置かれたが、1810年に最終的にバイエルン王国領となった。

### ブランデンブルク＝アンスバッハ辺境伯
歴代アンスバッハ侯領の領主を列記する。（ ）内は、統治期間。
- フリードリヒ（在位：1398年 - 1440年） - ニュルンベルク城伯フリードリヒ5世の息子。1398年に父の侯領を兄のヨハン3世と分配した。1427年まではニュルンベルク城伯フリードリヒ6世を称した。1412年からブランデンブルク辺境伯フリードリヒ1世となり、1420年からは、クルムバッハ辺境伯を兼ねた。
- アルブレヒト・アヒレス（在位：1440年 - 1486年） - 1457年からクルムバッハ辺境伯を兼ね、1471年からはブランデンブルク選帝侯。
- フリードリヒ2世（在位：1486年 - 1515年）
- ゲオルク敬虔伯（在位：1515年 - 1543年） - 1527年からクルムバッハ侯領をも統治した。
- ゲオルク・フリードリヒ（在位：1543年 - 1603年） - 1557年からクルムバッハ辺境伯、1578年からプロイセン摂政を兼ねた。
- ヨアヒム・エルンスト（在位：1603年 - 1625年）
- フリードリヒ3世（在位：1625年 - 1634年）
- アルブレヒト（在位：1634年 - 1667年）
- ヨハン・フリードリヒ（在位：1667年 - 1686年）
- クリスティアン・アルブレヒト（在位：1686年 - 1692年）
- ゲオルク・フリードリヒ2世（在位：1692年 - 1703年）
- ヴィルヘルム・フリードリヒ（在位：1703年 - 1723年）
- カール・ヴィルヘルム・フリードリヒ（在位：1723年 - 1757年）
- カール・アレクサンダー（英語版）（在位：1757年 - 1791年） - 1769年からブランデンブルク＝バイロイト辺境伯を兼ねる。

## 地理

### 地形と領土
この侯領の自然条件は集約農業に有利な環境であった。土壌は広範囲にわたって肥沃であり、豊かな収穫をもたらした。この侯領は豊穣な農業地域であり、一部の地域では、住民が利益を得ることも可能であった。
1541年のレーゲンスブルクの分割条約で、隣接するクルムバッハ侯領ウンターラントとの境界が確定して以降、大きな変更がなかったことも侯領の存続に大いに利した。ただし、1741年には相続遺産としてザイン＝アルテンキルヒェン伯領が帰属することとなり、領土の拡張がもたらされた。

### 管理区分
アンスバッハ侯領の上級管理機構は18世紀半ばに15の管理区域（ザイン＝アルテンキルヒェン伯領を除く）を設けることで確立された。
- ホーフカステンアムト・アンスバッハ
- オーバーアムト・ブルクタン
- オーバーアムト・カドルツブルク
- オーバーアムト・コルムベルク
- オーバーアムト・クライルスハイム
- オーバーアムト・クレグリンゲン
- オーバーアムト・フォイヒトヴァンゲン
- オーバーアムト・グンツェンハウゼン
- オーバーアムト・ホーエントリューディンゲン
- オーバーアムト・ロート
- オーバーアムト・シュヴァーベン
- オーバーアムト・シュタウフ
- オーバーアムト・ウッフェンハイム
- オーバーアムト・ヴァッサートリューディンゲン
- オーバーアムト・ヴィンツバッハ